# Zadni Rzeżuchowy Przechód
Zadni Rzeżuchowy Przechód (słow. Zadná Žeruchová priehyba) – niewybitna przełęcz w słowackiej części Tatr Wysokich, położona na wysokości ok. 1855 m w dolnym fragmencie Koziej Grani. Oddziela Skrajną Rzeżuchową Turnię na południowym zachodzie od Zadniej Rzeżuchowej Kopy na północnym wschodzie. Znajduje się tuż poniżej wierzchołka tego ostatniego wzniesienia.
Stoki północno-zachodnie opadają z przełęczy do Doliny Białych Stawów, południowo-wschodnie – do Doliny Zielonej Kieżmarskiej. Na północ od Zadniego Rzeżuchowego Przechodu, w Niżniej Rzeżuchowej Kotlinie, znajduje się Niżni Rzeżuchowy Stawek. Do Doliny Zielonej Kieżmarskiej opada spod przełęczy trawiaste zbocze, w którym łączą się dwa żleby zbiegające spod sąsiednich wzniesień. Tereny te częściowo porośnięte są kosodrzewiną.
Na Zadni Rzeżuchowy Przechód, podobnie jak na inne obiekty w Koziej Grani, nie prowadzą żadne znakowane szlaki turystyczne. Najdogodniejsze drogi dla taterników wiodą na siodło od północy z Niżniej Rzeżuchowej Kotliny oraz granią ze Skrajnego Rzeżuchowego Przechodu.
Nazwy Rzeżuchowych Turni i sąsiednich obiektów pochodzą od Rzeżuchowych Stawków (Niżniego i Wyżniego), nad którymi obficie rośnie rzeżucha gorzka.